# Яловенко Марія Борисівна
Марія Борисівна Яловенко (1917, село Старий Люботин, тепер місто Люботин Харківської області — ?) — українська радянська діячка, зоотехнік колгоспу імені Горького Дергачівського району Харківської області. Депутат Верховної Ради УРСР 4-го скликання. 

## Життєпис
Народилася у родині робітника залізничного депо. Рано залишившись без батьків, виховувалася у дитячому будинку. З 1934 року начвчалася у зоотехнічному технікумі.
З 1938 року — зоотехнік колгоспу імені Шевченка Дергачівського району Харківської області. Під час німецько-радянської війни перебувала у евакуації.
З 1950 року — зоотехнік, завідувач тваринництва укрупненого колгоспу імені Горького Дергачівського району Харківської області.

## Нагороди
- медаль «За доблесну працю у Великій Вітчизняній війні 1941—1945 років»
- медалі